# The Purge (singolo)
The Purge è un singolo del gruppo musicale symphonic metal olandese Within Temptation, pubblicato il 20 novembre 2020.

## Pubblicazione
Il singolo è stato pubblicato il 20 novembre nei soli formati streaming e digitale, includendo anche la traccia principale del precedente singolo, Entertain You, pubblicato nell'aprile dello stesso anno, oltre che le versioni strumentali di entrambi i brani. Il successivo 2 dicembre il gruppo, tramite il proprio canale ufficiale su YouTube, ha trasmesso in diretta il video musicale.

## Descrizione
Il testo di The Purge parla del modo che ogni singola persona ha di affrontare le proprie emozioni, ponendosi un tema molto più introspettivo rispetto al testo del singolo precedente. In particolare nel testo emerge la necessità di accettare i propri errori, presupposto per poter raggiungere una sorta di redenzione.

## Video musicale
Il video musicale è stato trasmesso in diretta sul canale YouTube del gruppo il 2 dicembre 2020. Ideato da Robert Westerholt, chitarrista del gruppo nonché coautore di gran parte dei brani, il video è stato girato e prodotto presso i Welzen Studios di Sittard.

## Tracce
1. The Purge – 4:16
2. Entertain You – 3:31
3. The Purge (versione strumentale) – 4:21
4. Entertain You (versione strumentale) – 3:31

## Formazione
- Sharon den Adel - voce
- Daniel Gibson - voce (traccia n° 2) e produzione
- Mike Coolen - batteria
- Jeroen van Veen - basso elettrico
- Robert Westerholt - chitarra elettrica
- Ruud Jolie - chitarra elettrica
- Stefan Helleblad - chitarra elettrica
- Martijn Spierenburg - tastiera elettronica
- Zakk Cervini - missaggio e mastering
- Martijn Swier - management
- Mathijs Tieken - produzione